# Камарчагский сельсовет
Камарчагский сельсовет — сельское поселение в Манском районе Красноярского края.
Административный центр — посёлок Камарчага.

## Население
| 2010 | 2012  | 2013  | 2014  | 2015  | 2016  | 2017  |
| ---- | ----- | ----- | ----- | ----- | ----- | ----- |
| 2539 | ↗2606 | ↘2566 | ↗2590 | ↗2625 | ↗2732 | ↘2708 |

## Состав сельского поселения
В состав сельского поселения входят 6 населённых пунктов:
| № | Населённый пункт | Тип населённого пункта          | Население |
| - | ---------------- | ------------------------------- | --------- |
| 1 | Камарчага        | посёлок, административный центр | 1857      |
| 2 | Новоникольск     | деревня                         | 399       |
| 3 | Новосельск       | деревня                         | 92        |
| 4 | Правый           | деревня                         | 17        |
| 5 | Самарка          | деревня                         | 7         |
| 6 | Сорокино         | посёлок                         | 167       |

## Местное самоуправление
Камарчагский сельский Совет депутатов
Дата избрания: 14.03.2010. Срок полномочий: 4 года. Количество депутатов: 10
Глава муниципального образования
- Ирбеткин Александр Николаевич. Дата избрания: 19.09.2023[8]. Срок полномочий: 4 года